# Industry (Califòrnia)
Industry és una ciutat dels Estats Units a l'estat de Califòrnia. Segons el cens del 2000 tenia 777 habitants.

## Demografia
Segons el cens del 2000, Industry tenia 777 habitants, 121 habitatges, i 93 famílies. La densitat de població era de 25,6 habitants/km².
Dels 121 habitatges en un 47,9% hi vivien nens de menys de 18 anys, en un 58,7% hi vivien parelles casades, en un 14% dones solteres, i en un 23,1% no eren unitats familiars. En el 19,8% dels habitatges hi vivien persones soles el 8,3% de les quals corresponia a persones de 65 anys o més que vivien soles. El nombre mitjà de persones vivint en cada habitatge era de 4,24 i el nombre mitjà de persones que vivien en cada família era de 4,6.
Per edats la població es repartia de la següent manera: un 23,9% tenia menys de 18 anys, un 8,9% entre 18 i 24, un 29,1% entre 25 i 44, un 18,9% de 45 a 60 i un 19,2% 65 anys o més.
L'edat mediana era de 37 anys. Per cada 100 dones de 18 o més anys hi havia 128,2 homes.
La renda mediana per habitatge era de 49.423 $ i la renda mediana per família de 47.321 $. Els homes tenien una renda mediana de 26.016 $ mentre que les dones 7.292 $. La renda per capita de la població era de 9.877 $. Entorn del 17,4% de les famílies i el 14,5% de la població estaven per davall del llindar de pobresa.

## Poblacions properes
El següent diagrama mostra les poblacions més properes.